# Acrisure Arena
Acrisure Arena es un estadio cubierto multiusos ubicado en Palm Desert (California, Estados Unidos), dentro del condado de Riverside, en el área del Valle de Coachella. Se inauguró en diciembre de 2022 en un terreno de 17,54 hectáreas (43,35 acres) entre la Interestatal 10 y el campo de golf Classic Club. Es el estadio local de los Coachella Valley Firebirds de la Liga Americana de Hockey (HLL) y es también una de las principales sedes de eventos en el área metropolitana de Palm Springs. El nombre del estadio corresponde a la compañía homónima de tecnología financiera y seguros Acrisure, que adquirió los derechos del nombre por una cantidad no revelada durante un contrato de arrendamiento de diez años.

## Historia
Tras un año y seis meses de construcción, el evento inaugural del estadio fue un espectáculo de comedia por parte de Chris Rock y Dave Chappelle realizado el 14 de diciembre de 2022. El primer partido de hockey se llevó a cabo cuatro días después, con un resultado de 4-3 a favor de los Firebirds contra los Roadrunners de Tucson y frente una asistencia agotada de 10 087 asistentes. De acuerdo al presidente de Oak View Group, Tim Leiweke, la localización del recinto entre las ciudades de Los Ángeles, Las Vegas y Phoenix resulta ser una ventaja para artistas musicales y sus respectivas giras.